# خلية رئيسية دريقية
تعد الخلايا الرئيسية الجاردريقية (بالإنجليزية: Parathyroid chief cells)‏ أو (بالإنجليزية: parathyroid principal cells)‏ (تدعى أيضاً الخلايا الجاردريقية (بالإنجليزية: parathyroid cells)‏) واحدة من نوعي الخلايا في الغدد جارة الدرقية، إلى جانب الخلايا الحَمِضَة oxyphil cells. الخلايا الرئيسية منتشرة في الدريقات أكثر من الخلايا الحمضة. يُعتقد أن الخلايا الحمضة مشتقة من الخلايا الرئيسية في سن البلوغ، حيث أنها على خلاف الخلايا الرئيسية غير موجودة عند الولادة.
تظهر الخلايا الرئيسية بلون أرجواني داكن بصبغة الهيماتوكسيلين واليوزين، مع تلوين الخلايا الحمضة باللون الوردي الفاتح. وهي خلية مضلعة الشكل ذات نواة دائرية.

## البنية
تكون الخلايا الرئيسية معظم الوقت غير نشطة بسبب مستوى الكالسيوم الطبيعي. تصنف هذه الخلايا غير النشطة على أنها مكعبة، وتحوي مستويات منخفضة من الحبيبات الإفرازية، على عكس الخلايا الرئيسية النشطة. يمكن أن تحتوي هذه الحبيبات على الفوسفاتاز الحمضي. عُثر على الفوسفاتاز الحمضي فقط في الحبيبات الإفرازية الكبيرة، بقطر 400 إلى 900 نانومتر، وهو أقل انتشاراً في الحبيبات الأصغر. يوجد الفوسفاتاز الحمضي أيضاً في جهاز جولجي للخلية الرئيسية. ومع ذلك، فإن مناطق جهاز جولجي مرتبطة بهرمون الدريقيات الذي لا يحتوي أو يحتوي على القليل من الفوسفاتاز الحمضي. تصبح الخلايا الرئيسية نشطة استجابة لانخفاض الكالسيوم في الدم، إذ يُستشعر المستوى المنخفض بواسطة مستقبلات استشعار الكالسيوم. لهذه الخلايا النشطة كثافة إلكترونية أكبر من الخلايا الرئيسية غير النشطة، إذ تحدث الكثافة الإلكترونية بسبب الحبيبات الإفرازية. يعتقد أن الخلية الرئيسية تحوي سيتوبلازم رائقة.

## الوظيفة

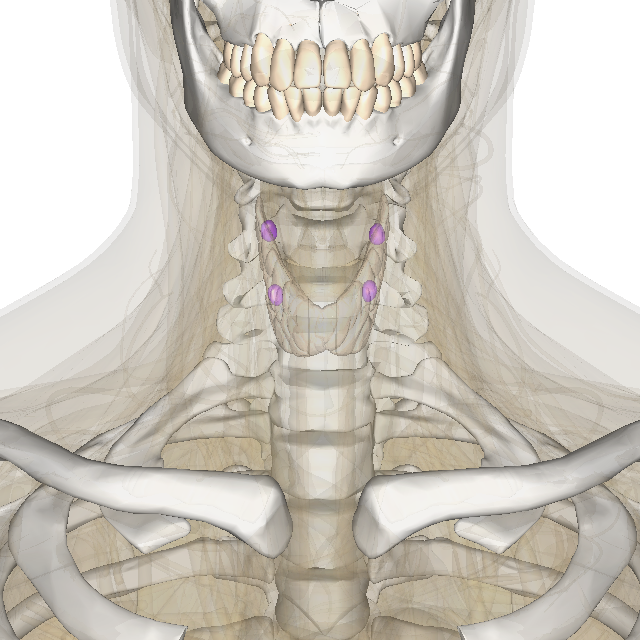
الغدد الدريقية الأربعة مثبتة بإحكام على الغدة الدرقية

الغدد جارة الدرقية هي جزء من الجهاز الغدي الصماوي. لدى معظم الأفراد أربع غدد دريقية بجوار الغدة الدرقية في الرقبة. تُنَظَم الخلايا الرئيسية كحبال كثيفة محيطة بالشعيرات الدموية في الغدد جارات الدرق. تعمل كل من الغدة الدرقية والغدد جارة الدرقية بشكل وثيق معاً في ضبط مستوى كالسيوم الدم. تفرز الغدة الدرقية ثلاثة هرمونات: T3،T4، والكالسيتونين. عندما يكون مستوى الكالسيوم في الدم مرتفعاً جداً، يُفرز الكالسيتونين، ليخفض مستوى الكالسيوم، إذ يقوم الكالسيتونين بذلك عن طريق ترسيب الكالسيوم في العظام. بينما يعمل هرمون الدريقات PTH بشكل معاكس للكالسيتونين. عندما يكون مستوى الكالسيوم في الدم منخفضاً للغاية، يتحرر PTH، ليرفع مستوى الكالسيوم. إذ يتحرر الكالسيوم من المخازن العظمية، ويقل طرح الكالسيوم مع البول، ويزيد امتصاص الأمعاء للكالسيوم من المغذيات المتناولة. إن وجود كميات كبيرة من أحد الهرمونين دليل على وجود مرض ما.

### المستقبلات الحساسة للكالسيوم (CaR)
يُنظم إفراز هرمون الغدد جارة الدرقية (PTH) عن طريق تفاعل مستقبلات حساسة للكالسيوم مع الكالسيوم في الدم. توجد المستقبلات الحساسة للكالسيوم على الغشاء البلازمي للخلايا الرئيسية. المستقبلات الحساسة للكالسيوم هي مستقبلات مقترنة بالبروتين G، كجزء من العائلة C. تنقسم المستقبلات الحساسة للكالسيوم إلى ثلاثة نهايات أساسية تشمل النهاية الأمينية NH2 خارج الخلية، والنهاية الكربوكسيلية COOH داخل الخلية، وسبعة نهايات تتوضع عبر الغشاء. تتفاعل المستقبلات الحساسة للكالسيوم بشكل إيجابي مع فوسفوليباز C وأدينيل سيكلاز، كما تتضمن مواقع فسفرة لبروتين كيناز C وبروتين كيناز A. يُنظر إلى فسفرة فوسفوليباز C على أنها مثبطة لإفراز PTH بسبب ارتفاع مستويات الكالسيوم في الدم. وظيفة مواقع بروتين كيناز A غير معروفة حالياً.

## الأهمية السريرية

### فرط جارات الدرقية

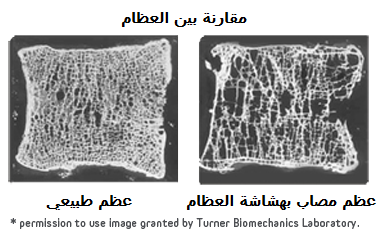
يحدث في العظم المصاب بهشاشة العظام نقص كبير في القوة وتزداد المسام بسبب فقدان الكالسيوم

بما أن هرمون الدريقات ينظم مستوى كالسيوم الدم، فإنه قد يؤثر على جميع أنحاء الجسم. لا يُعرف حتى الآن السبب المباشر لفرط جارات الدرقية (بالإنجليزية: Hyperparathyroidism)‏. ومع ذلك، هناك العديد من العوامل التي قد تسبب فرط إفراز PTH. يمكن أن تكون النتيجة الإضافية لهذا الاضطراب هي قلة العظم، أو حتى هشاشة العظام، وهي فقدان كثافة العظام. مما يترك العظام أكثر مسامية، هشة، ومعرضة للكسور. يمكن الكشف عن نقص الكثافة العظمية عبر استخدام مقياس امتصاص الأشعة السينية ثنائي البواعث (DEXA). من المثير للاهتمام أن أحد المشتقات التصنيعية لهرمون الدريقات غالباً ما يتم إعطاؤه للمرضى الذين يعانون من هشاشة العظام لمواجهة المرض.

### عوز فيتامين د
يساعد فيتامين د الفعال المُنتج من الكلى على زيادة امتصاص الكالسيوم. قد يعاني بعض الأفراد من عوز فيتامين د، مما يمنعهم من الاحتفاظ بالكالسيوم. بسبب عوز فيتامين د، فإنه على الرغم من أن الغدد جارة الدرقية تعمل جيداً، فإنها تستشعر مستوى منخفضاً جداً من الكالسيوم في الدم لذا تفرز هرموناتها باستمرار، مما يزيد من مستوياتها.

### الأدوية
هناك العديد من الأدوية التي يمكن أن تؤثر على مستوى الكالسيوم في الدم، وبالتالي على إفراز هرمون الدريقات. على سبيل المثال، قد يتناول العديد من الأشخاص مكملات كربونات الكالسيوم، مما يزيد من مستوى الكالسيوم في الدم، عندئذٍ ينخفض هرمون الدريقات. كما قد تؤدي العديد من الأدوية أيضاً إلى زيادة الإدرار البولي، مما يزيد من فقدان الكالسيوم.

### الغدوم الدريقي
يعتبر الغدوم الدريقي السبب الأكثر شيوعاً لفرط نشاط جارات الدرق. تشاهد عند النساء أكثر من الرجال. وهو ورم حميد في الغدة يتطلب استئصال جراحي. في الغدوم الدريقي، تتحور الخلايا الرئيسية لتبدي نوى متعددة، وكذلك تظهر الخلايا الرئيسية زيادة نشاط الفوسفاتاز الحمضي. عادة ما تؤثر هذه الأورام الغدية الحميدة على واحدة أو اثنتين من الغدد جارات الدرقية، والمعروفة على التوالي باسم الورم الحميد المفرد أو الورم الحميد المزدوج. عادة، لا يوجد سبب لهذا المرض.

### فرط تصنع الخلايا الرئيسية
من نواح عديدة، يشبه فرط تصنع الخلايا الرئيسية الغدوم الدريقي. يُنظر إلى فرط التصنع على أنه تضخم في جميع الغدد جارات الدرقية، على عكس الغدوم الدريقي الذي يُنظر إليه على أنه تضخم في غدة واحدة. يعد فرط تصنع الخلايا الرئيسية اضطراباً شائعاً لدى الأفراد المصابين باضطرابات أخرى في الغدد الصماء، على الرغم من أنه قد يحدث بشكل فردي. يمكن أن يتطور فرط تصنع الخلايا الرئيسية من سبب بدئي أو ثانوي.

### سرطان الغدة الجار درقية
في حالات نادرة للغاية، قد يتطور ورم خبيث داخل الغدة جارة الدرقية. يمكن اكتشافها أثناء الجراحة، التصوير، أو من خلال فحص الدم. عادة ما تحاط الغدة بمحفظة ليفية سميكة، على عكس المحفظة الرقيقة الموجودة في الأورام الغدية السليمة. غالباً ما يكون مستوى هرمون الدريقات أكبر في حالات السرطان منه في الاضطرابات الحميدة.

### قصور الدريقات
هناك حالات قليلة جداً من قصور الدريقات. في أغلب الأحيان، يتلو الاستئصال الجراحي للغدد جارات الدرقية. كما يمكن أن يتلو إصابة في الرأس أو الرقبة وفقدان وظيفة الغدد. يمكن أيضاً ربط قصور الدريقات بانخفاض مستوى مغنيزيوم الدم، إذ أنه ضروري للإفراز الكامل للـ PTH. بدون الغدد جارة الدرقية، لا يوجد محفز لإطلاق الكالسيوم في الدم. نتيجة لذلك يحدث نقص كالسيوم الدم الذي يحفز تقلص العضلات، وبالتالي بدون وجود الكالسيوم، لا يمكن أن يحدث تعصيب للعضلات. وهذا مهم بشكل خاص في وظيفة أهم عضلة في الجسم- القلب.

## روابط خارجية
- صور نسيجية: 15002loa — نظام تعلم علم الأنسجة في جامعة بوسطن